# Georges Chauvin
Pour les articles homonymes, voir Chauvin.
Georges Chauvin, né le 16 novembre 1885 au Tilleul-Lambert (Eure) et mort le 1er mars 1953 à Évreux, est un homme politique français, membre du Parti radical-socialiste. Il est maire d'Évreux (1936-1940) et (1945-1947), sénateur (1946-1947) et député de l'Eure à trois reprises entre 1924 et 1946.

## Biographie
Georges Chauvin est maire d'Évreux de 1936 à 1940 et de 1945 à 1947, député du Cartel des gauches en 1924, membre d'un gouvernement Aristide Briand (le 8e) en tant que sous-secrétaire d'État chargé des régions libérées et sénateur de l'Eure.
Élu une deuxième fois député de l'Eure en 1932, Georges Chauvin, après la mort du maire d'Évreux, Léon Oursel, entre en 1936 au conseil municipal par vote interne, puis est élu maire. Il exerce ce mandat jusqu'à la révocation en 1940 de tout le conseil municipal d'Évreux par le gouvernement de Vichy.
Il est, avant la Seconde Guerre mondiale, vice-président du Parti radical-socialiste. Il s'oppose aux accords de Munich malgré leur signature par Édouard Daladier, président de son parti.
Une délégation, formée par Hée Huchot et Raymond Thierry, est nommée par le même décret de 1940 et administre la ville pendant l'Occupation.
Déporté comme résistant à Neuengamme puis à Theresienstadt, Georges Chauvin redevient maire en avril 1945 et jusqu'aux élections de 1947 ; le gaulliste Georges Bernard qui avait assuré l'intérim à la Libération est alors élu, bénéficiant du large succès national de son mouvement aux élections municipales.
En 1945, Georges Chauvin s'impose comme tête de liste radicale dans l'Eure pour l'Assemblée constituante devant Pierre Mendès France. Il est le seul élu et participe donc à la rédaction d'une nouvelle constitution, laquelle est rejetée par référendum. Il ne se présente pas pour la seconde Constituante mais est élu au Conseil de la République (équivalent du Sénat lors des débuts de la Quatrième République).

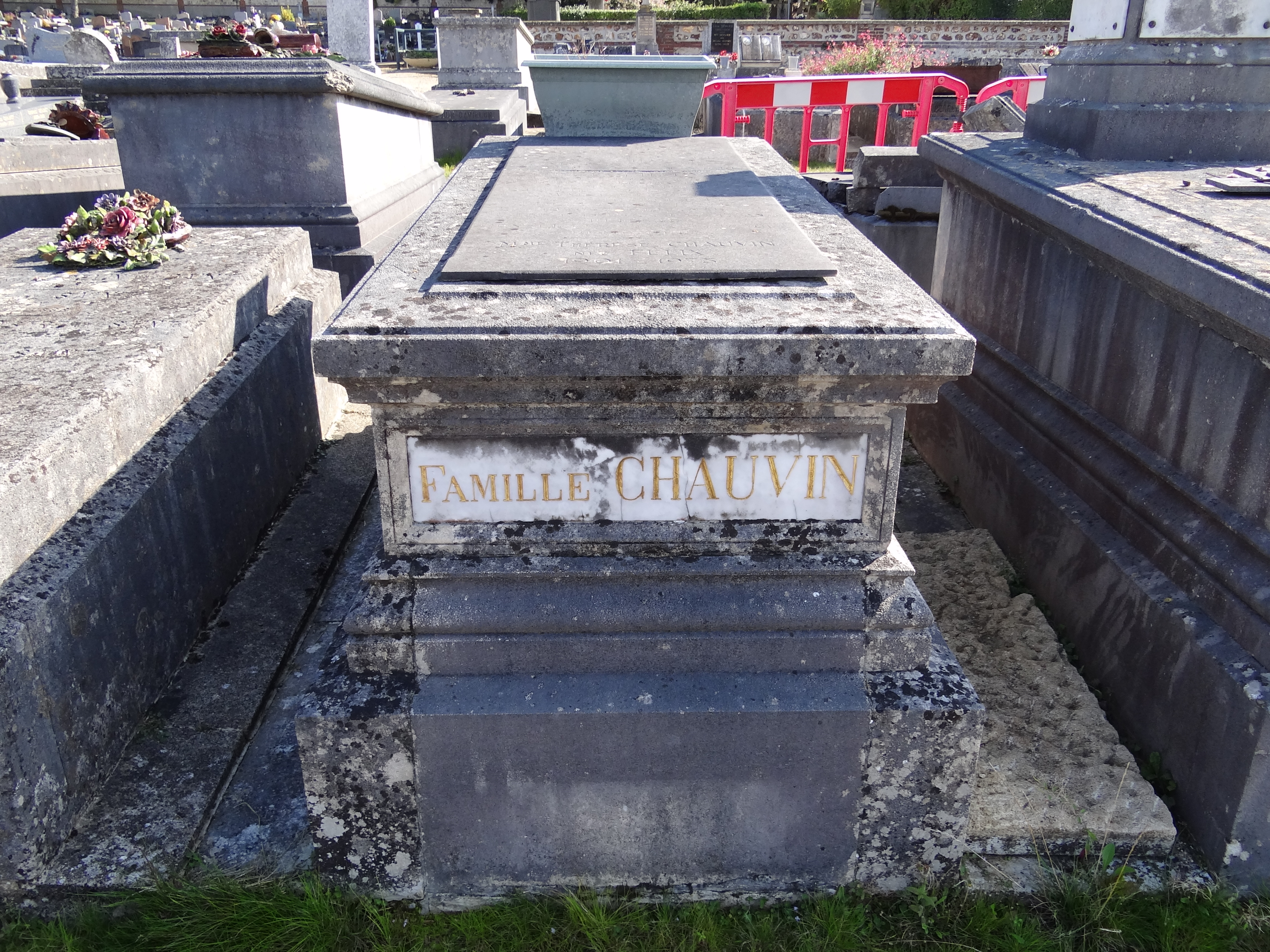
La tombe de Georges Chauvin au cimetière Saint-Louis d'Évreux (Eure).

## Hommage
À Évreux, le boulevard rejoignant la rue de la Rochette au Palais de Justice porte son nom.

## Fonction et mandats

### Sous-secrétaire d'État aux Régions libérées
- 1925 à 1926

### Député de l'Eure
- 11 mai 1924 - 31 mai 1928
- 8 mai 1932 - 31 mai 1936
- 21 octobre 1945 - 10 juin 1946

### Sénateur de l'Eure
- 1946 à 1948

### Maire d'Évreux
- 1936 à 1940
- 1945 à 1947

## Distinctions
- Officier de la Légion d'honneur (1936)[2].